# Čukarica
Čukarica (en cirílico serbio: Чукарица) es un barrio y uno de los 17 municipios de Belgrado, la capital de Serbia. Cubre 155 km² y tiene terrotirios tanto urbanos como suburbanos, situándose los primeros en la ciudad de Belgrado propiamente dicha. En el denso de 2002 registró 168.508 habitantes, estimándose su población en 175.057 personas al 31 de diciembre de 2005. Es la segunda municipalidad más poblada, después de Novi Beograd, pero la que registra el mayor crecimiento demográfico (cerce del 1% anual). Pese a tener una zona rural, es un municipio muy densamente poblado, con 1.118 hab/km².

## Historia
El municipio de Čukarica se fundó el 30 de diciembre de 1911. Tras la Segunda Guerra Mundial, entre 1945 y 1950, cuando se abolieron los municipios de Belgrado y la ciudad se dividió en distritos (rejon/рејон), Čukarica perteneció a la VII. recuperó su estatus e municipio en 1957. En 1960 se le integraron los municipios vecinos de Umka y Rakovica. Rakovica volvió a ser independiente en 1974.

## Ubicación e importancia
Čukarica está rodeada completamente por otros municipios de Serbia. Limita al occidente con el río Sava, al norte y al nororiente con Savski Venac, al oriente con Rakovica, al suroriente con Voždovac, al sur con Barajevo y al suroccidente con Obrenovac. Se encuentra al suroccidente de Belgrado. Abarca la mayor parte de los bosques cenagosos de Makiš, en el costado oriental del río Sava así como Ada Ciganlija, la mayor isla de Belgrado.
Marca el comienzo de muchas de las principales autopistas de ese costado de Serbia. También alberga la principal estación de tren de mercancías del país así como una playa de clasificación en el área y las mayores instalaciones del sistema de acueducto de Belgrado.
Čukarica fue la primera zona de Belgrado que desarrolló industria a finales del siglo XIX y comienzos del XX, y todavía es una de las áreas más industrializadas de Belgrado, con áreas comerciales de los municipios que llevan en auge durante los últimos 20 años (Banovo Brdo).
Oficialmente, la calle más larga de Belgrado, Obrenovački put (calle Obrenovac) se ubica en este municipio. Según el directorio de calles de Belgrado tiene 11 kilómetros de largo. Sin embargo, como la calle cruza bosques y zonas deshabitadas y se extiende por zonas exteriores al casco urbano de la ciudad de Belgrado, la mayoría de ciudadanos considera el Bulevar kralja Aleksandra, de 7,5 kilómetros de largo, como la mayor.

## Barrio
El barrio de Čukarica, que da nombre al municipio, se encuentra en una colina situada sobre la orilla oriental del río Sava. Limita con Careva Ćuprija y Senjak al norte, Banovo Brdo al oriente, Julino Brdo al sur y Makiš, Ada Ciganlija la bahía de Čukarica del río Sava al occidente. El extremo occidental, en las laderas occidentales de la colina, se conoce como Čukarička Padina. Registró en 2002 una población de 7.068 habitantrs, y de 17.788 incluyendo Čukarička Padina.

## Cooperación internacional
Čukarica está hermanada con las siguientes ciudades y municipios:
- Berane, en Montenegro.
- Kumanovo, en Macedonia del Norte.
- Ovcha kupel, en Bulgaria.
- Staré Mesto, en Eslovaquia.
- Sykies, en Grecia.
- Distrito administrativo del sur de Moscú, en Rusia.